# Chlamys liocymatus
Chlamys liocymatus är en musselart som först beskrevs av Dall 1925.  Chlamys liocymatus ingår i släktet Chlamys och familjen kammusslor. Inga underarter finns listade i Catalogue of Life.